# Хабуго
Хабуго (на испански: Jabugo) е населено място и община в Испания. Намира се в провинция Уелва, в състава на автономната област Андалусия. Общината влиза в състава на района (комарка) Сиера де Уелва. Заема площ от 25 km². Населението му е 2388 души (по преброяване от 2010 г.). Разстоянието до административния център на провинцията е 112 km.

## Демография
| 1996 | 1998 | 1999 | 2000 | 2001 | 2002 | 2003 | 2004 | 2005 | 2006 |
| ---- | ---- | ---- | ---- | ---- | ---- | ---- | ---- | ---- | ---- |
| 2595 | 2590 | 2591 | 2558 | 2546 | 2536 | 2522 | 2509 | 2475 |      |